# Mario Condorelli
Mario Condorelli (Napoli, 19 luglio 1932 – Napoli, 4 marzo 2011) è stato un medico e politico italiano.

## Biografia
Laureato in medicina e chirurgia a Roma nel 1956. Cardiologo e internista. Assistente dal 1964 all’Istituto di Patologia Medica dell’Università di Roma, nel 1968 diviene ordinario di Patologia Speciale Medica e Metodologia Clinica e Direttore dell’Istituto di Patologia Medica dell’Università di Messina e dal 1970 di Napoli.
Direttore della Scuola di Specializzazione di Cardiologia è professore universitario ordinario dal 1982  di clinica medica all'università di Napoli Federico II.
Eletto senatore per tre legislature nella Democrazia Cristiana, rimane in carica dal 1983 al 1994.
È stato Sottosegretario di Stato per la sanità dal 23 gennaio 1995 al 16 maggio 1996 nel Governo Dini.
Dal 1996 al 2006 è presidente del Forum della Ricerca Biomedica del CENSIS.